# Masters de la reforma
Masters de la reforma és un programa espanyol d'entreteniment presentat per Manel Fuentes. El format, emès en Antena 3 des del 6 de maig de 2019, compta amb la producció de Shine Iberia i cerca als millors interioristes amateurs d'Espanya. Els concursants competeixen per un premi en metàl·lic de 130.000 euros, 20.000 mil en mobles i un curs a mesura especialitzat en disseny d'interiors en ESNE, Escola Universitària de Disseny i Tecnologia a Madrid.

## Format
Masters de la reforma és un talent show en el qual deu parelles amb algun vincle (amics, familiars, parelles sentimentals…) competeixen amb la finalitat de ser els millors interioristes amateurs del país. Per a això, realitzen una sèrie de proves tant dins del plató com en localitzacions exteriors, repartides per tota la geografia espanyola. A cada prova, les parelles han de reformar qualsevol tipus de residència o local d'acord amb una temàtica, la qual va canviant amb cada desafiament. Després, el jurat valora tant el procés com el resultat i tria a la parella que ha d'abandonar el concurs, així fins a decidir quin duo és el guanyador en la gala final.
D'altra banda, el programa també ofereix a l'espectador consells i idees d'interiorisme. Igualment, proposa solucions pràctiques tant d'estètica com de funcionalitat a necessitats quotidianes relacionades amb les reformes i la decoració.

## Equip

### Presentador
| Presentador   | Professió   | Duració      |
| ------------- | ----------- | ------------ |
| Manel Fuentes | Presentador | 2019-present |

### Jurat
| Jurat            | Professió                       | Duració      |
| ---------------- | ------------------------------- | ------------ |
| Carolina Castedo | Arquitecta tècnica i cap d'obra | 2019-present |
| Pepe Leal        | Dissenyador d'interiors         | 2019-present |
| Tomás Alía       | Interiorista                    | 2019-present |

### Invitats
| Invitat                 | Gala | Ocupació                                              | Informació                                    |
| ----------------------- | ---- | ----------------------------------------------------- | --------------------------------------------- |
| Agatha Ruiz de la Prada | 1a   | Dissenyadora de moda                                  | Client de la prova d'expulsió                 |
| Pascual Ortega          | 1a   | Interiorista                                          | Jurat invitat                                 |
| Carmen Lomana           | 2a   | Empresària i socialité                                | Client de la proba d'expulsió                 |
| Eva González            | 3a   | Actriu i presentadora de televisió.                   | Client de la prova d'expulsió                 |
| Bárbara Chapartegui     | 3a   | Interiorista.                                         | Jurat invitat                                 |
| Guillermo García Hoz    | 4a   | Dissenyador d'interiors                               | Invitat                                       |
| Silvia Abril            | 4a   | Actriu, humorista i presentadora de televisió         | Client de la prova d'expulsió                 |
| Pilar Civis             | 4a   | Directora de la revista Interiores                    | Jurado Invitat                                |
| Lorenzo Castillo        | 5a   | Dissenyador                                           | Jurat Invitat i client de la prova d'expulsió |
| Teresa Sapey            | 6a   | Interiorista                                          | Invitada                                      |
| Mario Vaquerizo         | 6a   | Cantant i vocalista de Nancys Rubias                  | Clients de la prova d'expulsió                |
| Alaska                  | 6a   | Cantant                                               | Clients de la prova d'expulsió                |
| Ricardo de la Torre     | 7a   | Interiorista                                          | Invitat                                       |
| Tamara Falcó            | 7a   | Socialité i filla d'Isabel Preysler                   | Client de la prova d'expulsió                 |
| Boris Izaguirre         | 8a   | Presentador de televisi                               | Client de la prova d'expulsió                 |
| Bibiana Fernández       | 9ª   | Actriu de cinema i teatre i presentadora de televisió | Client de la prova d'expulsió                 |
| Pascual Ortega          | 10ª  | Interiorista                                          | Jurado invitat                                |

## Masters de la reforma(2019)

### Concursants
|                         | Concursants   | Residència    | Relació | Edat                        | Ocupació                      | Informació                 |
| ----------------------- | ------------- | ------------- | ------- | --------------------------- | ----------------------------- | -------------------------- |
|                         | Albert Gálvez | Barcelona     | Bessons | 38 anys                     | Emprenedor de laboratori      | 5ns expulsats / Guanyadors |
| Iván Gálvez             | Hosteler      | Barcelona     | Bessons | 38 anys                     |                               | 5ns expulsats / Guanyadors |
| José Arroyo             | Biscaia       | Matrimoni     | 43 anys | Empresario                  | Segons                        |                            |
| Iratxe Martín           | Biscaia       | Matrimoni     | 44 anys | Comercial                   | Segons                        |                            |
| Alexandre Alventosa     | Castelló      | Amics         | 21 anys | Artista faller              | Tercers                       |                            |
| Naomi Palmer            | Castelló      | Amics         | 24 anys | Educadora social            | Tercers                       |                            |
| Antonio Cuevas          | Sevilla       | Parella       | 25 anys | Arquitectes                 | 9ns expulsats                 |                            |
| Elisa Molinero          | Sevilla       | Parella       | 25 anys | Arquitectes                 | 9ns expulsats                 |                            |
| Raúl Vázquez            | Cadis         | Oncle i nebot | 40 anys | Paleta                      | 3rs expulsats / 8ns expulsats |                            |
| Sebastián Ochoa "Chano" | Cadis         | Oncle i nebot | 35 anys | Dependent                   | 3rs expulsats / 8ns expulsats |                            |
| Paco Serrano            | Murcia        | Matrimoni     | 41 anys | Hostelero                   | 7ns expulsades                |                            |
| Jéssica Navarro         | Murcia        | Matrimoni     | 35 anys | Administrativa              | 7ns expulsades                |                            |
| Silvia Marco            | Múrcia        | Amigues       | 29 anys | Arquitecta                  | 6as expulsades                |                            |
| Maite Mosquera          | Madrid        | Amigues       | 30 anys | Enginyera d'Obres Públiques | 6as expulsades                |                            |
| Javier Garrido          | Alacant       | Amics         | 31 anys | Dependents                  | 4ts expulsats                 |                            |
| Jonathan Coronado       | Alacant       | Amics         | 27 anys | Dependents                  | 4ts expulsats                 |                            |
| Borja Santos            | Guipúscoa     | Amics         | 34 anys | Ertzaintza                  | 2ns expulsats                 |                            |
| Eric Bengoechea "Qrro"  | Biscaia       | Amics         | 30 anys | Estudiant                   | 2ns expulsats                 |                            |
| Mª Ángeles Ruano        | Guadalajara   | Mare i filla  | 61 anys | Dependienta                 | 1es expulsades                |                            |
| Raquel Castrejón        | Guadalajara   | Mare i filla  | 29 anys | Teleoperadora               | 1es expulsades                |                            |

### Estadístiques setmanals
| Albert i Iván       | Entren | Salvats    | Favorits° | Nominats  | Salvats   | Expulsats | Repescats  | Nominats   | Immunes°  | Favorits | Favorits   | Finalista | Finalista | Duelistes | Duelistes | Guanyadors |  |  |
| José i Iratxe       | Entren | Nominats   | Salvats   | Salvats   | Nominats  | Favorits  | Nominats   | Nominats   | Salvats   | Salvats  | Salvats    | Nominats  | Finalista | Favorits  | Duelistes | Segons     |  |  |
| Álex i Naomi        | Entren | Nominats   | Salvats   | Salvats   | Nominats  | Favorits  | Salvats    | Salvats    | Nominats  | Nominats | Nominats   | Favorits° | Finalista | Tercers   |           |            |  |  |
| Antonio i Elisa     | Entren | Salvats    | Salvats   | Salvats   | Favorits  | Nominats  | Salvats    | Salvats    | Salvats   | Nominats | Nominats   | Nominats  | expulsats |           |           |            |  |  |
| Raúl i Chano        | Entren | Salvats    | Nominats  | expulsats |           |           | Eliminats  |            |           | Reforç   | expulsats  |           |           |           |           |            |  |  |
| Silvia i Maite      | Entren | Nominades  | Nominades | Salvades  | Salvades  | Nominades | Favorites° | Expulsades |           | Reforç   | Eliminades |           |           |           |           |            |  |  |
| Paco i Jéssica      | Entren | Favorits   | Salvats   | Favorits° | Nominats  | Nominats  | Nominats   | Nominats   | expulsats |          |            |           |           |           |           |            |  |  |
| Javier i Jonathan   | Entren | Nominats   | Nominats  | Nominats  | expulsats |           | Eliminats  |            |           |          |            |           |           |           |           |            |  |  |
| Borja i Qrro        | Entren | Salvats    | expulsats |           |           |           | Eliminats  |            |           |          |            |           |           |           |           |            |  |  |
| Mª Ángeles i Raquel | Entren | Expulsades |           |           |           |           | Eliminades |            |           |          |            |           |           |           |           |            |  |  |

(º) Parella que tenia la millor obra en la prova inicial, però es va enfrontar a la prova d'eliminació.

     Parella l'obra del qual va ser considerada la millor de la prova inicial.
     Parella que passa a la següent ronda.
     Parella que participa en la prova d'eliminació però es deslliura de la valoració.
     Parella que es va enfrontar a la prova d'eliminació.
     Parella que va estar en la decisió final i gairebé és la parella expulsada
     Parella eliminada.
     Parella que va ser repescada.
     Parella que va ser immune i es guanyen el no poder ser expulsats.
     Parella és finalista.
     Parella que és duelista.
     La parella va quedar tercera.
     La parella va ser subcampiona.
     La parella va ser guanyadora.

### Episodis i audiències
| Data       | Característiques del programa                                                  | Audiència         | Ref.   |
| ---------- | ------------------------------------------------------------------------------ | ----------------- | ------ |
| 06/05/2019 | Gala 1 / Presentació / Expulsió Mª Ángeles i Raquel                            | 1 666 000 (13,8%) | [ 5 ]  |
| 13/05/2019 | Gala 2 / Expulsió Borja i Qrro                                                 | 1 144 000 (9,8%)  | [ 6 ]  |
| 20/05/2019 | Gala 3 / Expulsió Raúl i Chano                                                 | 921 000 (8,5%)    | [ 7 ]  |
| 27/05/2019 | Gala 4 / Expulsió Javier i Jonathan                                            | 1 058 000 (9,2%)  | [ 8 ]  |
| 03/06/2019 | Gala 5 / Expulsió Albert i Iván                                                | 1 046 000 (9,3%)  | [ 9 ]  |
| 10/06/2019 | Gala 6 / Repesca Albert i Iván / Expulsió Silvia i Maite                       | 1 006 000 (9,2%)  | [ 10 ] |
| 17/06/2019 | Gala 7 / Expulsió Paco i Jessica                                               | 989 000 (9,4%)    | [ 11 ] |
| 24/06/2019 | Gala 8 / Repesca i Expulsió Raúl i Chano                                       | 927 000 (8,2%)    | [ 12 ] |
| 01/07/2019 | Gala 9 / Expulsió Antonio i Elisa                                              | 1 005 000 (9,4%)  | [ 13 ] |
| 15/07/2019 | Gala 10 / Guanyadors Albert i Iván / 2n. José i Iratxe / 3r. Alexandre i Naomi | 953 000 (9,2%)    | [ 14 ] |

## PalmarèsMasters de la reforma
| Edició                  | Data | Guanyadors    | Subcampeons   | Tercers           |
| ----------------------- | ---- | ------------- | ------------- | ----------------- |
| Masters de la reforma 1 | 2019 | Albert i Iván | Iratxe i José | Naomi i Alexandre |
| Masters de la reforma 2 | 2020 |               |               |                   |

## Audiències
| Edició                  | Data | Cadena   | Espectadors | Quota de pantalla | Gran final     |
| ----------------------- | ---- | -------- | ----------- | ----------------- | -------------- |
| Masters de la reforma 1 | 2019 | Antena 3 | 1 072 000   | 9,6%              | 953 000 (9,2%) |
| Masters de la reforma 2 | 2020 | Antena 3 |             |                   |                |